# Fislot
Das Fislot war ein schottisches Volumenmaß für Bier.
- 1 Fislot = 52,4 Liter